# Pax Europa
El Movimiento ciudadano Pax Europa (en alemán: Bürgerbewegung Pax Europa) es una asociación registrada (e.V. siglas en alemán: eingetragener Verein) alemana que se define como comprometida con «la preservación de la cultura judeo-cristiana en Alemania y Europa, así como la preservación del orden básico democrático libre». Finalidad por la que dicen querer educar a la gente sobre lo que denominas «islamización progresiva de Europa». La asociación está especialmente comprometida con la oposición a la construcción de nuevas mezquitas en Alemania.
La Oficina Estatal de Protección de la Constitución de Baviera considera islamófoba la subdivisión estatal bávara del BPE. La Asociación Federal de la BPE no estaba ni está bajo observación de la Oficina Federal de Protección de la Constitución, aunque sí es considerada de tal forma por determinados medios y estudios.
La controvertida asociación ha sido activa en los debates sobre la libertad de circulación internacional, participando en debates internacionales sobre el tema, como en la Organización para la Seguridad y la Cooperación en Europa en 2009.

## Historia
La asociación surgió oficialmente en 2008 como una unión entre la Asociación Federal de Movimientos Ciudadanos (Bundesverband der Bürgerbewegungen e. V.), existente desde 2003 y grueso de la masa social de la asociación; y la asociación fundada en 2007 por el conocido activista islamófobo Udo Ulfkotte, Pax Europa. Poco después de la fusión, Ulfkotte dejaría la asociación resultante.
La nueva asociación conseguiría una fama notable en 2009 tras una campaña de cartelería con especial incidencia en las ciudades de Bonn y Colonia consistente en carteles con citas del Coran que incitaban a la violencia, terminando con un texto en el que se invitaba a las personas que las viesen a que leyesen ellas mismas el Coran. El entonces alcalde de Colonia, Fritz Schramma (CDU), máximo promotor de la mezquita más grande de la ciudad, comentó sobre la acción en el Kölner Stadt-Anzeiger: «Los autores de los carteles que tienen la palabra Pax en su nombre están dispuestos a sembrar la discordia». Ese mismo año Schrama perdió la alcaldía frente a Jürgen Roters (SPD). En 2018, en la inauguración de la mezquita que él mismo promovió, el exalcalde no fue invitado a la misma.
En 2014, la presidencia de Pax Europa recaería en René Stadtkewitz, un político llegado a Alternativa para Alemania (AfD) el año anterior desde Die Freiheit y a éste desde la CDU en 2009, un ejemplo de «los moderados que empezaban a preocuparse por la realidad de Alemania». De hecho, Stadtkewitz salió de la CDU en 2009 como parte de la campaña de limpieza interna contra los «críticos del Islam en nuestras filas». Stadtkewitz dijo que la asociación que ahora presidía defendía especialmente el Orden básico democrático libre (en alemán: Freiheitliche demokratische Grundordnung, uno de los principios fundamentales de la Ley Fundamental para Alemania).
En 2023, el BPE fue investigado a título organizativo y particular de varios de sus dirigentes por malversación de fondos, que podrían alcanzar los 157.000 euros. La investigación fue iniciada por el propio presidente de la asociación sin ánimo de lucro, Günter A. Geuking, quien fue nombrado en diciembre de 2022 tras el fin de la presidencia de Stadtkewitz. El escándalo fue calificado por varios medios como una elevación de una disputa personal entre Geuking y Stürzenberger, quien fue acusado personalmente de ser el artífice de la malversación, a lo que Stürzenberger respondió solicitando medidas cautelares al Tribunal Superior de Justicia de Múnich. Tras las investigaciones, que se basaron en el uso de dinero de la asociación (sin fines de lucro) para sufragar actividades de Stürzenberger, acabaron inconclusas, ya que las actividades que podrían calificarse como malversación, no habían sido declaradas como sufragadas por el BPE Stürzenberger, si no por Pegida, por lo que la causa se archivó.
A finales de 2023, Geuking se retiró de la presidencia del BPE, que fue asumida por Claudia Duval, que a su vez dimitió de la misma en enero de 2024 tras enviar una carta con sus motivaciones a los miembros de la asociación, entre los que se incluía el «autoritarismo» de Stürzenberger que le hacía sentir como una «mujer de paja». En febrero de 2024, el Comité Federal eligió a Bert Obereiner, exdiputado de Mecklemburgo-Pomerania Occidental por AfD, para presidir la organización.

## Ataques violentos contra campañas del BPE
| Fecha                   | Lugar                             | Atacante                                  | Suceso |
| ----------------------- | --------------------------------- | ----------------------------------------- | --- |
| 17 de diciembre de 2022 | Bonn, Renania del Norte-Westfalia | Hombre de 20 años                         | En una manifestación, un asaltante hirió a Michael Stürzenberger y otros dos miembros de BPE. El juicio contra el asaltante fue suspendido sujeto a condiciones a cumplir por el mismo.                        |
| 31 de mayo de 2024      | Mannheim, Baden-Wurtemberg        | Sulaiman A. (Refugiado afgano de 25 años) | En un acto de reparto de panfletos, Sulaiman A. atacó con un cuchillo de grandes dimensiones a Michael Stürzenberger, hiriéndole en la pierna. También hirió a otros cuatro activistas y asesinó a un policía. |